# Zna (Prypjat)
Die Zna (belarussisch Цна) ist ein Fluss in der Breszkaja Woblasz in Belarus. Sie ist ein linker Nebenfluss des Prypjat und hat eine Länge von 126 km. Ihr Einzugsgebiet hat eine Fläche von 1130 km². Die durchschnittliche Wassermenge an der Mündung beträgt 7,23 m³/s.
Die Quelle des Flusses liegt in der historischen Landschaft Polesien in den Sümpfen nahe dem Dorf Haininez (Selsawet Kurschynawitschy) im Rajon Ljachawitschy. Danach durchfließt er den Rajon Hanzawitschy und den Rajon Luninez und mündet in den Prypjat. Im unteren Flusslauf erreicht der Fluss eine Breite von 10 Metern, die umgebenden Auen haben eine Breite von 500 bis 1000 Metern.